# Karay Ilona
Karay Ilona (Arad, 1866. december 8. – Pécs, 1881. február 7.) magyar költő. Versei Komjáthy Jenőt előlegezik.

## Élete
Karay Nándor pénzügyi tanácsos és Karayné Nagy Mária írónő lánya. Gyerekkorában mindent megkapott otthon, házitanító nevelte. Szülei házassági gondjairól csak akkor értesült, amikor anyjuk bejelentette, hogy apjuktól külön költöznek Kecskemétre. Ott három évet töltött. Az apácák elemi iskolájában tanult, éltanulónak számított. 11 éves volt, amikor bátyja[pontosabban?] meghalt. Ugyanakkor szerelmes lett egy nála idősebb férfiba, három éven át írta hozzá verseit, viszonzást nem remélve. 1881-ben hatvanhárom éves apja feleségül vette egykori szakácsnőjüket, Patzák Annát, "ki eddig tiszta nevén a legnagyobb szennyfoltot üté" – így ítélte meg Ilona naplótöredékében. Plátói szerelme is összejött egy lánnyal. Vetélytársnőjének egyik utolsó versében (Névrokonomnak) megbocsátott, majd apja otthon tartott forgópisztolyával agyon lőtte magát.

## Családja
Ilona az ötödik, legkisebb gyerek, bátyjai: Elek és Lajos, nővérei: Anna és Mária. Eleket leszámítva mindannyian írtak több-kevesebb verset, prózát. Szülei házassága rosszul sikerült. A férj valószínű csak a hozomány miatt vette el Máriát. A feleség már a harmadik gyerek születése után egyszer visszaköltözött rokonaihoz Kecskemétre, de nem sokkal később visszatért.
Ilona hétéves, amikor anyja beadta a válókeresetet, amit visszautasítanak, mert a férj azt vallotta, hogy még mindig szereti a feleségét. Nem sokkal később a legidősebb fiú, Elek vele született szívbetegségben meghalt. Amikor a lányok nem akartak hazaköltözni apjukhoz, az anya öngyilkossággal fenyegetőzött. (A Karay családban egyébként volt még egy öngyilkos: Ilona anyai nagyapja, erről Ilona is tudott.)
Ezt követően mindkét házastárs külön szeretőt tartott, a feleség Korbay Károlyt, akit Ilona el is fogadott, pedig ez volt az oka, hogy a feleség hibájából mondták ki a válást és az apjukkal maradtak a lányok. (Lajos már korábban elköltözött.) 
Karayné Nagy Mária nem bírta feldolgozni gyermekei elvesztését és 1886 augusztus 19.-én meghalt.
Karay Ilona testvérének, Lajosnak (1855–1932) utódai a 20-21. században is éltek. Ennek Lajos nevű katona-jogász fiától származó unokája – szintén Lajos (1934-2022) – ugyancsak írt verseket.

## Művei és hagyatéka
18 vers, egy naplótöredék, egy önéletrajzi írás és a búcsúlevele maradt utána. Már halála után nyolc versét közölte a Pécsi Figyelő ebből többet németre fordítottak. Nekrológját Várady Ferenc – Szederkényi Ervin feltételezése szerint hozzá írta Ilona szerelmes verseit – írta meg, később Fáylné Hentaller Mária a magyar írónőkről című könyvében rajzolta meg arcképét, három versét is közölte. A huszadik században Weöres Sándor figyelt fel rá. A Jelenkor folyóirat felhívására előkerültet Ilona bátyjának unokájától, Karay Lajostól, kiadatlan munkái is. Teljes hagyatéka Szívem nagyon forró kezd lenni címmel Tüskés Tibor gondozásában jelent meg Pécsen 1987-ben.